# Claus Christiansen (fodboldspiller)
 Der er for få eller ingen kildehenvisninger i denne artikel, hvilket er et problem. Du kan hjælpe ved at angive troværdige kilder til de påstande, som fremføres i artiklen.

 For alternative betydninger, se Claus Christiansen. (Se også artikler, som begynder med Claus Christiansen)
Claus "Kuno" Odgaard Christiansen (født 19. oktober 1967 i Glostrup) er en tidligere dansk fodboldspiller. Han spillede blandt andet i Lyngby Boldklub.
Han spillede 5 landskampe for Danmark, men var med i EM-finalen 1992 mod Tyskland, hvor han steg til vejrs midt på banen og forlængede en bold til Kim Vilfort, så denne kunne score til slutstillingen 2-0 i det 79. minut. Claus Christiansen startede finalen på bænken, men kom altså ind og fik en central rolle alligevel i Danmarks EM guld. Løftede aldrig pokalen efter EM triumfen, da han følte en ydmyghed i forhold til "stamspillerne" på holdet. Dette har han imidleretid senere fortrudt.
Han spillede 1985-1997 237 kampe for Lyngby hvor han var med til at vinde DM 1992 og pokalfinalen 1985 og 1990. Han var også anfører i en periode. Han stoppede karrieren allerede som 28 årig for at hellige sig en erhvervsmæssige karriere.